# Harpers Brook

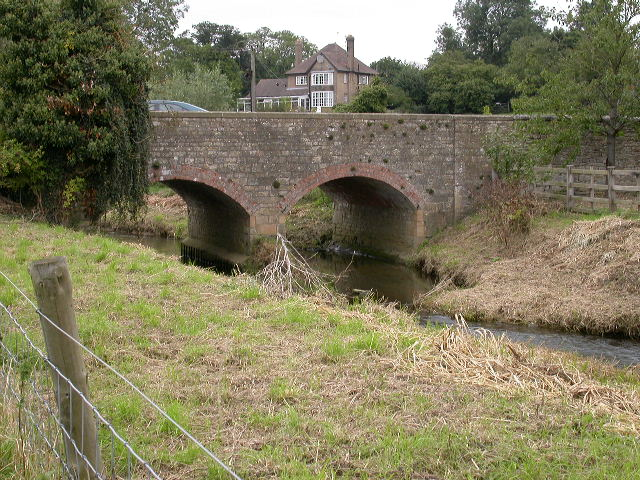
Harpers Brook bij Lowick

Harpers Brook is een rivier in het Engelse graafschap Northamptonshire. In de buurt van het dorp Aldwincle mondt Harpers Brook uit in de Nene.